# XeTeX
XeTeX és un motor de composició tipogràfica TeX que utilitza Unicode i suporta tecnologies de fonts tipogràfiques modernes com OpenType, Graphite i Apple Advanced Typography (AAT). Va ser escrit originalment per Jonathan Kew i es distribueix sota la llicència de programari lliure X11.
Inicialment desenvolupat per a Mac OS X, ara és disponible per a les principals plataformes. És compatible nativament amb Unicode i se suposa que el fitxer d'entrada està codificant UTF-8 per defecte. XeTeX pot utilitzar qualsevol tipus de lletra instal·lat en el sistema operatiu sense configurar les mètriques de les fonts tipogràfiques TeX, i pot fer ús directe de les característiques tipogràfiques avançades de les tecnologies OpenType, AAT i Graphite, com ara glifs alternatius i floritures, lligadures opcionals o històriques i pesos variables de fonts tipogràfiques. També ofereix suport per a convencions tipogràfiques locals OpenType (etiqueta locl). XeTeX fins i tot permet que les etiquetes de característiques raw OpenType passin a la font tipogràfica. També es dona suport a la Microtipografia. XeTeX també és compatible amb la tipografia per a les matemàtiques utilitzant fonts Unicode, com ara Cambria Math o Asana Math com a alternativa a la tipografia matemàtica tradicional basada en mètriques de fonts TeX.